# John Franzese
John "Sonny" Franzese Sr. (n. 6 februarie 1917, Napoli, Italia – d. 24 februarie 2020, New York City, New York, SUA) a fost un mafiot italoamerican, tatăl speakerului motivațional Michael Franzese, care a condus clanul Colombo.